# Näsby fält
Näsby fält är ett naturreservat i Kristianstads kommun i Skåne län.
Området är naturskyddat sedan 2002 och är 462 hektar stort. Reservatet ligger mellan bebyggelsen i nordvästra Kristianstad och Helge å och Araslövssjön. Det består av betes- och slåttermarker och mindre lövskogspartier.